# Il gioco della piramide
Il gioco della piramide (피라미드 게임?, Piramideu ge-imLR) è una serie televisiva sudcoreana basata sull'omonimo webtoon di Naver. La serie ha debuttato in Corea del Sud il 29 febbraio 2024 su Tving.

## Trama
La serie ruota attorno a Seong Su-ji, una nuova studentessa che si trova a dover affrontare bullismo, competizione accademica e la lotta per la popolarità. La scuola introduce un sistema di classificazione segreto che determina chi sono gli emarginati della classe, costringendo Su-ji a scegliere tra accettare il suo status o ribellarsi contro il sistema.

## Episodi
| Stagione       | Episodi | Pubblicazione Corea | Pubblicazione Italia |
| -------------- | ------- | ------------------- | -------------------- |
| Prima stagione | 10      | 2024                | 2024                 |

## Personaggi e interpreti

### Personaggi principali
- Seong Su-ji, interpretata da Kim Ji-yeon.
- Baek Ha-rin, interpretata da Jang Da-ah.
- Myung Ja-eun, interpretata da Ryu Da-in.
- Seo Do-ah, interpretata da Shin Seul-ki.
- Im Ye-rim, interpretata da Kang Na-eon.

### Personaggi ricorrenti
- Go Eun-byeol, interpretata da Jeong Ha-dam.
- Bang Woo-i, interpretata da Ha Yul-ri.
- Kim Da-yeon, interpretata da Hwang Hyun-jung.
- Sim Eun-jeong, interpretata da Lee Joo-yeon.
- Song Jae-hyeong, interpretata da Oh Se-eun.
- Pyo Ji-ae, interpretata da Kim Se-hee.
- Goo Seul-ha, interpretata da Choi Yoon-seo.
- Yun Na-hui, interpretata da Ahn So-yo.
- Lim Sun-ae, interpretata da Son Ji-na.
- Ra Hae-jun, interpretata da Son Ji-young.
- Joo Seung-i, interpretata da Kwon I-su.
- Jung Yeon-du, interpretata da Kim Ye-na.
- Oh Seong-ah, interpretata da Song Xi-an.
- Jo Seung-hwa, interpretato da Jo Dong-in.
- Choi I-hwa, interpretata da Jeong Ae-yeon.
- Seo Jung-yun, interpretato da Jung Seung-gil.
- Im Ju-hyeong, interpretato da Choi Sung-won.
- Yoon Ye-won, interpretata da Lee Da-kyung.

## Distribuzione
Il gioco della piramide ha debuttato in Corea del Sud il 29 febbraio 2024 sulla piattaforma di video on demand Tving.
In Italia la serie è stata interamente pubblicata il 30 maggio 2024 su Paramount+.